# Théâtre de la Mezzanine

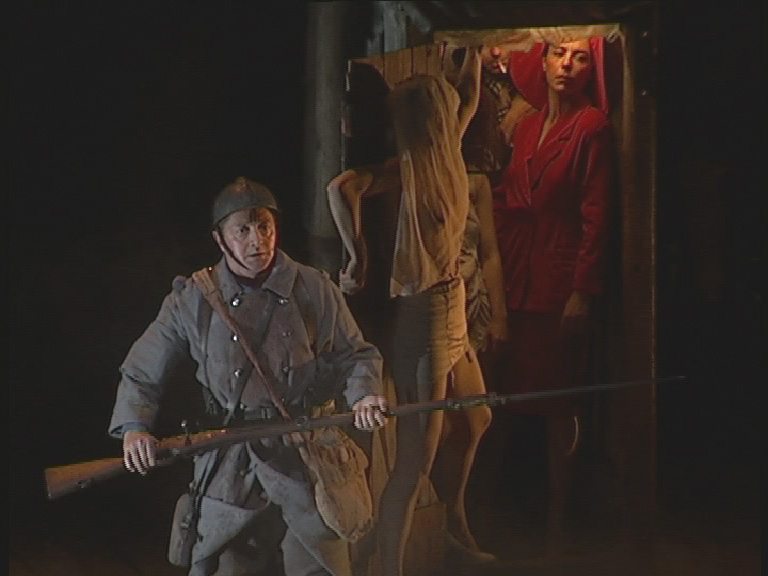
Théatre de la Mezzanine, Gastspiel mit „La Transhumance des Riens“ 2000 in Dortmund

Das Théâtre de la Mezzanine ist ein Theater, das 1979 in Lieusaint (Département Seine-et-Marne) in der Pariser Banlieue entstand.
Es wurde vom Regisseur Denis Chabroullet begründet, der eine eigene Theatersprache, voller Wut, Halluzinationen und Träume entwickelt, oft sehr erotisch, oft ohne Worte. Musikalisch und bildlich werden Ängste thematisiert und der Überlebenskampf der kleinen Leute. Angstbesetzte Themen wie die Terroranschläge in der Pariser Metro werden opulent und farbig in ein krasses Licht gesetzt. Für die Musik zeichnet meist Roselyne Bonnet des Tuves verantwortlich, Regie, Buch und Bühnenbild stammen von Denis Chabroullet. Das Theater gastiert regelmäßig bei internationalen Theaterfestivals.

## Produktionen
- Zyklus Ambiance fin de siècle („Endzeitstimmung“)
  - Nom d’un Chien (1996)
  - La Transhumance des Riens (1998) – 2000 Aufführung bei den Internationalen Kulturtagen der Stadt Dortmund
  - Trésor Public (2001) („Staatskasse“)

- Shooting Star, deutsche Erstaufführung am 9. Mai 2003 beim Figurentheaterfestival Erlangen. Das Stück wurde angekündigt als „sagenhafte "Spielmaschine", die den Zuschauer mitreißt zu den kuriosesten Mythologien unserer Erinnerung. Das Sechs-Tage-Rennen als Spiegel der Weltgeschichte. Ein wildes Fresko, ein visuelles Pamphlet um das 20. Jahrhundert zu begraben.“[1]

- Les champs d’amour (2005). In einem leeren, von 4 griechischen Säulen begrenzten Feld zeigt das Stück von Chabroullet das Umkippen von jugendlichen Träumen von Liebe und Erotik in Hass und Gewalt.[2]

- Denis Chabroullet: Bouche à Bouche – Nous sommes tous des Papous. Création sans paroles. („Mund-zu-Mund-Beatmung[3] - Wir sind alle Papua. Kreation ohne Worte“), 2006, angeregt von den Reaktionen auf den 11. September 2001. Deutsche Erstaufführung am 2. Oktober 2009 bei der Ruhrtriennale in der Zeche Friedlicher Nachbar im Rahmen des FIDENA-Festivals. Der Kritiker Ludovic Tomas bewertete 2006 die Aufführung durchweg positiv: Die Apokalypse der Moderne, dargestellt durch das Treibgut einer entmenschlichten Ökonomie wie zerfetzte Schaufensterpuppen, verrostetes Werkzeug und Computer, die die Kanalisation ausspuckt, seien Symbole einer von Konsumismus, Produktivismus, Streben nach Gewinn und Rentabilität geprägten Zeit. Die vier Schauspieler vermittelten eine bedrückende Atmosphäre von Gewalt, Hysterie, Flucht und Schmerz. Die Band (Gesang, Gitarre, Bass, Schlagzeug) mit der Musik von Rosleyne Bonnet des Tuves sei voll in die Szene integriert und kommentiere und begleite die Gesten der Akteure.[4]

- Henry Purcell: Didon & Enée, Oper, Regie: Denis Chabroullet (2011)